# Antepipona dictatoria
Antepipona dictatoria (лат.) — вид одиночных ос рода Antepipona из семейства Vespidae (Eumeninae).

## Распространение
Африка: Лесото и ЮАР (Eastern Cape).

## Описание
Осы с желтовато-оранжево-черной окраской тела, длина около 1 см. Antepipona сравнительно большого размера со своеобразной окраской, характеризуется тем, что голова шире, чем её длина, наличник с полукруглой апикальной выемкой и глубокими точками-пунктурами, становящимися удлинёнными на вершине, плечи переднеспинки выступают и со слабым килем, мезоскутум грубо пунктирован с нотаулями в задней половине, паратегулы удлиненные и почти параллельные продольной оси, щиток небольшой, намного уже мезоскутума, боковые кили щитка отчётливые и коротко пластинчатые в задних двух третях, заднеспинка равномерно выпуклая и без чёткой горизонтальной грани, боковые зубцы едва развиты и имеют форму косых низких килей, нижние проподеальные кили не резкие и образуют сильную складку, субмаргинальный киль развит в короткой закругленной лопасти над каждой клапанной частью, тергит Т2 субапикально вдавлен и с непунктированным апикальным краем, стернит S2 выпячивается в основании и с отчетливой продольной срединной бороздкой. Нижнечелюстные щупики 6-члениковые, нижнегубные щупики состоят из 4 сегментов.

## Таксономия и этимология
Вид был впервые описан в 2020 году в ходе ревизии, проведённой итальянским энтомологом Марко Селисом (Viterbo, Италия). Видовое название получил по причине сходства данного вида с Antodynerus dictatorius, образуя кольцо мимикрии.